# Judith Ridley
Judith Ridley (Pittsburgh, Pensilvania; 1946) es una actriz estadounidense, más conocida por sus interpretaciones en películas de George A. Romero, como La noche de los muertos vivientes (1968). En algunas ocasiones ha aparecido en los créditos como Judith Streiner, puesto que estuvo casada con el productor Russell Streiner.

## Filmografía
| Cine | Cine                              | Cine  | Cine |
| Año  | Película                          | Papel |      |
| ---- | --------------------------------- | ----- | ---- |
| 1968 | La noche de los muertos vivientes | Judy  |      |
| 1971 | There's Always Vanilla            |       |      |